# Wypad na Okęcie i Załuski
Wypad na Okęcie i Załuski – starcie zbrojne podczas obrony Warszawy w trakcie kampanii wrześniowej 1939 roku.
Po odparciu szturmu niemieckiej 4 Dywizji Pancernej w dniach 8–9 września 1939 roku, Dowództwo Obrony Warszawy postanowiło przejść do aktywnej obrony. 12 września dowódca 366 pp, ppłk Jakub Chmura, siłami jednego lub dwóch batalionów piechoty oraz dwóch kompanii czołgów i kompanii ppanc., przeprowadził wypad z Mokotowa na zajęte przez Niemców lotnisko na Okęciu. Celem wypadu było wzięcie jeńców oraz rozpoznanie sił nieprzyjaciela na przedpolu Warszawy. Wbrew pierwotnemu planowi, zgrupowanie ppłk. Chmury wyruszyło do boju w świetle dnia i nie zostało wsparte pozorowanym natarciem od strony Ochoty. Niemniej Polacy zdołali przejściowo opanować lotnisko. Kontynuując natarcie w kierunku Załusek, natknęli się jednak na zaalarmowaną niemiecką obronę, w konsekwencji czego zostali zdziesiątkowani ogniem piechoty i artylerii.
Cele wypadu nie zostały osiągnięte. Polskie straty wyniosły 280 żołnierzy i 7 czołgów.

## Preludium
8 września 1939 roku do zachodnich przedmieść Warszawy podeszła niemiecka 4 Dywizja Pancerna z XVI Korpusu Armijnego. Próba zajęcia polskiej stolicy z marszu, podjęta jeszcze tego samego popołudnia, a następnie ponowiona 9 września siłami całej dywizji, przyniosła Niemcom dotkliwą porażkę. W dwudniowych walkach na Ochocie i Woli 4 DPanc. mogła stracić nawet do 120 czołgów, w tym 60 bezpowrotnie. Jej straty w ludziach sięgnęły prawdopodobnie kilkuset zabitych i rannych.
Po 9 września Niemcy chwilowo zrezygnowali z prób zdobycia Warszawy bezpośrednim szturmem. Przyczyną była zarówno porażka poniesiona przez 4 DPanc, jak i rozpoczęcie polskiego kontruderzenia nad Bzurą.
W nocy z 10 na 11 września 4 DPanc. została wycofana do Piastowa. Na pozycjach pod Warszawą zluzowała ją 31 DP (bez 12 pp i 1. dywizjonu 31 pa). Jej 82 pp obsadził linię Wilanów – Wola, podczas gdy 17 pp zajmował stanowiska od Woli po Ołtarzew. Lewe skrzydło (na zachód od Leszna) osłaniał dywizyjny oddział rozpoznawczy. Oba pułki piechoty wspierało pięć dywizjonów artylerii polowej i ciężkiej. W odwodzie pozostawały 31. batalion pionierów i 31. dywizjon ppanc.
Odparcie szturmu 4 DPanc. wpłynęło pozytywnie na nastroje polskich żołnierzy i mieszkańców stolicy. Pułkownik Marian Porwit, który objął dowództwo odcinka „Warszawa-Zachód”, za zgodą dowódcy obrony Warszawy gen. Waleriana Czumy postanowił przejść do obrony aktywnej. Rozkazał intensywnie patrolować przedpole i wysunąć silne czaty na linię Siekierki–Czerniaków–Królikarnia–Wyględów–Rakowiec–Szczęśliwice–Czyste.
Jednocześnie zapadła decyzja o przeprowadzeniu wypadów na dalsze przedpole. W nocy z 9 na 10 września oddział wydzielony III/26 pp zaatakował niemieckie placówki w okolicach Rakowca. Następnej nocy zbiorczy oddział piechoty i czołgów pod dowództwem kpt. Witolda Chotkowskiego przeprowadził nieudany wypad na Wawrzyszew.

## Cel i zaangażowane siły
11 września płk. Porwit wydał rozkaz przeprowadzenia kolejnego wypadu, tym razem „po osi Fort Mokotów – Okęcie”. Dowództwo nad oddziałem wypadowym objął na własną prośbę dowódca 360 pp, a zarazem dowódca pododcinka „Południe”, ppłk Jakub Chmura.
Dowódca Armii „Warszawa”, gen. Juliusz Rómmel, utrzymywał w swoich powojennych wspomnieniach, że planowany wypad miał szeroko zakrojony charakter. Jego celem było rzekomo przebicie się do Włoch lub nawet Pruszkowa, by w ten sposób odciążyć resztki odciętej przez Niemców Armii „Łódź”. W rzeczywistości uzasadnienie to zostało sprokurowane post factum, zapewne w celu poprawy wizerunku Rómmla, nadwrężonego po tym, jak 6 września 1939 roku samowolnie porzucił on dowodzoną przez siebie Armię „Łódź”. Gdy podejmowano decyzję o wypadzie na Okęcie, trzy dywizje Armii „Łódź”, nad którymi dowodzenie przejął gen. Wiktor Thommée, znajdowały się w rejonie Błonia i Brwinowa, gdzie bezskutecznie usiłowały przerwać pierścień niemieckiego okrążenia i przebić się do Warszawy. Co prawda fakt ten był w tym czasie znany Rómmlowi, jednakże żaden dokument lub relacja z tego okresu nie wskazują, aby uczynił on cokolwiek, by przyjść z pomocą swoim byłym podkomendnym. Z kolei ze wspomnień płk. Porwita wynika, że o próbie przebicia się oddziałów gen. Thomméego do stolicy Dowództwo Obrony Warszawy dowiedziało się dopiero w nocy z 12 na 13 września, a więc już po zakończeniu wypadu ppłk. Chmury.
Zarówno treść rozkazu płk. Porwita, jak i jego powojenne wspomnienia jednoznacznie wskazują, że wypad ppłk. Chmury nie wykraczał poza szczebel rozpoznania taktycznego. Jego celem było zidentyfikowanie sił nieprzyjaciela na zachodnim przedpolu stolicy, likwidacja niemieckich ubezpieczeń oraz wzięcie jeńców.
Polski plan przewidywał, że wypad zostanie przeprowadzony w nocy z 11 na 12 września. W rozkazie płk. Porwita przewidziano zaangażowanie jednego batalionu 360 pp oraz dwóch kompanii czołgów (przy wsparciu artylerii ogólnego działania). Celem odwrócenia uwagi Niemców planowano przeprowadzenie pozorowanego uderzenia z Ochoty (wspartego silnym ogniem artylerii).

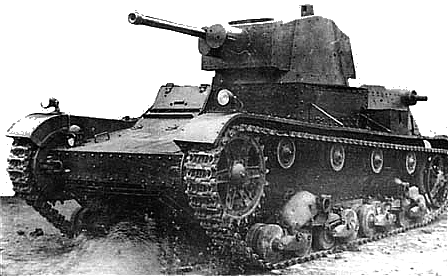
Polski czołg lekki 7TP. Maszyny tego typu zostały wykorzystane podczas wypadu

W literaturze przedmiotu można znaleźć sprzeczne informacje na temat pododdziałów 360 pp, które wzięły udział w wypadzie na Okęcie. Płk Porwit podawał, że trzonem zgrupowania uderzeniowego ppłk. Chmury był dyspozycyjny IV batalion 360 pp. Ludwik Głowacki i Dariusz Kaliński podają, że w wypadzie wzięły udział zarówno IV/360 pp, jak i II/360 pp. Józef Kazimierz Wroniszewski wskazuje natomiast, że IV/360 pp został sformowany dopiero około 16 września, co w jego opinii jest jednym z argumentów przemawiających za tym, że batalionem, który wziął udział w wypadzie, mógł być tylko II/360. Na udział tej jednostki w wypadzie na Okęcie wskazuje również Henryk Stańczyk.
W wypadzie wzięły ponadto udział dwie kompanie czołgów pod wspólnym dowództwem rtm. Stanisława Grąbczewskiego (łącznie 21 czołgów 7TP) oraz 13. kompania ppanc. pod dowództwem ppor. Teodora Banaszczyka.
W tym czasie pozycje w rejonie Okęcia obsadzał niemiecki 82 pp z 31 DP. Jego dowódcą był Gerhard Berthold.

## Przebieg boju
11 września jednostki piechoty wyznaczone do udziału w akcji opuściły pozycje na drugiej linii obrony Warszawy i około 16:00 skoncentrowały się w rejonie ul. Myśliwieckiej. Po krótkiej odprawie żołnierze przemaszerowali na Mokotów, w rejon skrzyżowania al. Niepodległości z ulicami Wiktorską i Szustra. Wieczorem dołączyły do nich pododdziały czołgów.
Polski plan przewidywał, że o godzinie 3:00 pododdziały znajdą się na pozycjach wyjściowych do natarcia. Odprawa dowódców kompanii i plutonów oraz rozminowanie przedpola znacznie się jednak przedłużyły. W konsekwencji polskie oddziały znalazły się na pozycjach wyjściowych o 5:00, a natarcie rozpoczęły dopiero dwie godziny później. Przedwczesny wymarsz, zbyt długie pozostawanie w psychicznej gotowości do natarcia oraz nocne chłody spowodowały przemęczenie żołnierzy. Co gorsza, z powodu powstałego opóźnienia musieli oni wyruszyć do boju w świetle dnia. Ppłk Chmura był jednak zdeterminowany doprowadzić wypad do skutku. Być może obawiając się, że z powodu powstałego opóźnienia płk Porwit odwoła natarcie, nie podał oczekiwanego sygnału, na który II batalion 41 pp miał przeprowadzić pozorowane natarcie z Ochoty, a ciężka artyleria – wesprzeć uderzenie na Okęcie.
Na lewym skrzydle ruszyła do ataku 1. kompania II/360 pp pod dowództwem ppor. Czesława Chamerskiego. Jej natarcie wspierała półkompania czołgów pod dowództwem por. Roberta Kraskowskiego (9 7TP) oraz pluton ckm-ów pod dowództwem ppor. Alojzego Bekiera. Pierwszym celem był tor wyścigów konnych na Służewcu. W drodze do celu Polacy znaleźli się pod niemieckim ostrzałem, który jednak nie spowodował większych strat. O wiele więcej ofiar przyniósł bój na terenie toru, gdzie walczono na najbliższe odległości, z użyciem granatów ręcznych. Ostatecznie Polacy zdołali wyprzeć Niemców z terenu toru. Następnie polskie pododdziały skręciły na zachód, uderzając na dawny fort Okęcie. Niemcy znacznie wzmogli jednak ostrzał, podczas gdy Polacy musieli walczyć na niesprzyjającym terenie, w świetle dnia i bez wystarczającego wsparcia ogniowego. Już przy wyjeździe z bramy toru jadący na przedzie 7TP został trafiony w wieżyczkę. Poległ wtedy dowódca plutonu czołgów, ppor. Jerzy Gołębiowski (prymus Szkoły Podchorążych Broni Pancernej). Około 11:00 polskie natarcie ostatecznie zaległo. Pod osłoną czołgów por. Kraskowskiego piechota przystąpiła do odwrotu. Kompania ppor. Chamerskiego straciła w tym boju około 80 zabitych i rannych, a więc blisko 45% stanu.
Na prawym skrzydle ruszyły do ataku dwa plutony piechoty z 3. kompanii II/360 pp: jeden pod dowództwem ppor. Leona Radzikowskiego, drugi pod dowództwem ppor. Mieczysława Bułatowicza. Osłaniały je dwa ckm-y z plutonu dowodzonego przez plut. rez. Janusza Kusocińskiego. Polskie pododdziały nacierały wzdłuż ul. Racławickiej. Gdy żołnierze dotarli do fortu Mokotów, odnaleźli w nim pozbawiony od trzech dni łączności polski pluton piechoty. Dalsze natarcie zostało zatrzymane na skutek ostrzału z unieruchomionych i okopanych niemieckich czołgów, które obsadzały linię al. Żwirki i Wigury. Polscy żołnierze zajęli pozycje po obu stronach ul. Racławickiej, na wysokości współczesnego stadionu Gwardii Warszawa, po czym nawiązali walkę ogniową z nieprzyjacielem. Pod wieczór prawoskrzydłowe ubezpieczenie otrzymało rozkaz odwrotu na pozycje wyjściowe.
Główne siły zgrupowania uderzeniowego, którymi dowodził osobiście ppłk Chmura, nacierały w centrum, w kierunku lotniska. Józef Kazimierz Wroniszewski podaje, że w ataku tym wzięły udział 2. kompania oraz jeden lub dwa plutony 3. kompanii II/360 pp, wsparte przez kompanię czołgów kpt. Feliksa Michałkowskiego oraz półkompanię czołgów por. Władysława Sempolińskiego (razem 12 czołgów). Ludwik Głowacki podaje natomiast, że w ataku na lotnisko wzięły udział IV/360 pp, II/360 pp (bez 1. i 3. kompanii), a także kompania czołgów kpt. Michałkowskiego (bez jednego plutonu), pluton czołgów por. Władysława Sempolińskiego i 13. kompania ppanc.
Natarcie w centrum rozwijało się początkowo pomyślnie. Polacy zepchnęli słabe niemieckie ubezpieczenia, osiągnęli Zbarż, a następnie uderzyli na lotnisko cywilne i bazę 1 plot, których zabudowania zdobyli po niezbyt intensywnej walce. Uszkodzono i zdobyto czołg średni PzKpfw IV, samolot łącznikowy Fi 156 „Storch”, a także zniszczono kilka samochodów ciężarowych z ładunkiem. Stanowisko dowodzenia niemieckiego 82 pp zostało przejściowo odcięte. W trakcie walki i pościgu polskie zgrupowanie straciło jednak zwartość, gdyż czołgi znacznie wyprzedziły piechotę i rozproszyły się w terenie. Z kolei Niemcy podciągnęli odwód w postaci batalionu piechoty wspartego armatami ppanc..
Zachęcony sukcesem ppłk Chmura postanowił kontynuować natarcie. Gdy jednak polskie pododdziały zbliżyły się do Załusek, zaalarmowana i dobrze przygotowana do obrony niemiecka piechota obłożyła je skoncentrowanym ogniem broni ręcznej i maszynowej. Znajdujący się na otwartym polu Polacy zostali ostrzelani z dwóch stron, od zachodu i południa, spod linii zabudowy obrzeżnej lotniska. Do walki włączyła się również niemiecka artyleria. Ppłk Chmura poległ, gdy usiłował poderwać żołnierzy do natarcia. Ciężko ranni zostali dowódca II/360 kpt. Marian Masternak, dowódca IV/360 pp mjr Stefan Łukowicz oraz adiutant pułku kpt. Zygmunt Hempl. Czołg, w którym znajdował się kpt. Michałkowski, został uszkodzony, a ranny dowódca kompanii dostał się do niewoli. Kolejne dwa czołgi zostały trafione pociskami niemieckich armat ppanc. i spłonęły wraz z załogami. Kilka innych ugrzęzło w podmokłym gruncie.
Około 11:00 polskie natarcie ostatecznie się załamało. Pod osłoną czołgów piechota przystąpiła do chaotycznego odwrotu. Na pomoc rzucono jej kilka oddziałów zajmujących dotąd pozycje obronne, w tym Lotniczy Oddział Szturmowy.

## Bilans
Wypad na Okęcie i Załuski zakończył się klęską. Nie udało się osiągnąć założonych celów, którymi były wzięcie jeńców i zidentyfikowanie jednostek przeciwnika obsadzających Okęcie. Jednocześnie Polacy ponieśli ciężkie straty, sięgające 280 zabitych, rannych i zaginionych. Stracono również 7 czołgów.
Straty niemieckie sięgnęły prawdopodobnie kilkudziesięciu zabitych i rannych.

## Zbrodnia Wehrmachtu na Okęciu

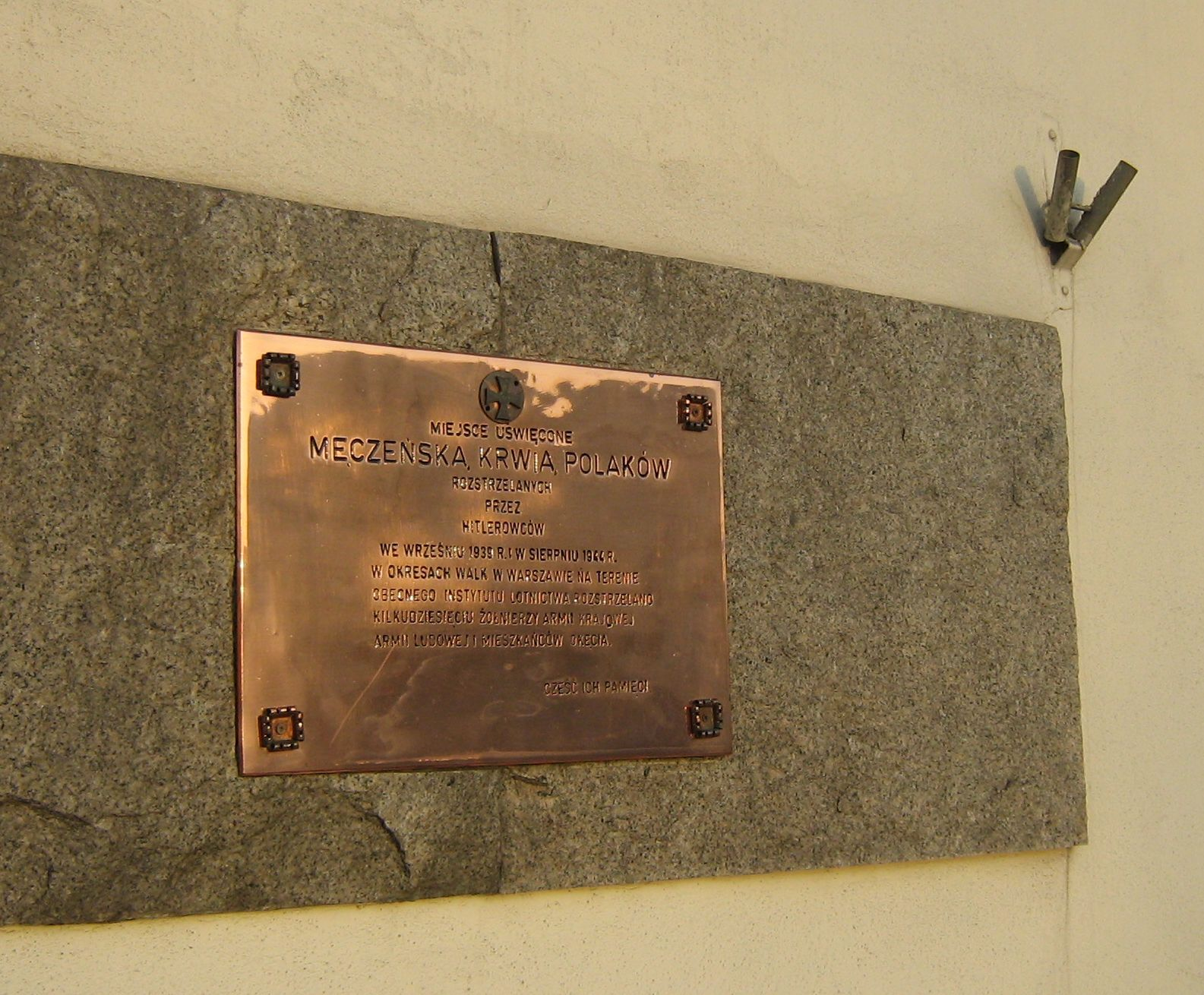
Tablica na ścianie Instytutu Lotnictwa, upamiętniająca m.in. ofiary egzekucji z 12 września 1939

Tego samego dnia, niedaleko miejsca bitwy, Niemcy dokonali pierwszej masowej zbrodni na ludności Warszawy. W godzinach porannych na szosie krakowskiej został zabity oficer Wehrmachtu (prawdopodobnie w stopniu majora). Według jednej z wersji został zastrzelony przez młodego Polaka, być może członka klubu sportowego PZL. Według innej wersji, samochód, którym podróżował oficer, został omyłkowo ostrzelany przez niemiecki samolot.
Po tym incydencie żołnierze Wehrmachtu przeprowadzili na Okęciu łapankę. W okolicznych domach ujęli kilkudziesięciu mężczyzn, których zabrali następnie na dziedziniec zakładów PZL i tam rozstrzelali. Minimalna liczba ofiar tej zbrodni jest szacowana na 25 osób, przy czym 11 ofiar udało się zidentyfikować. Egzekucję przeżył jedynie raniony w nogę Zdzisław Bąkowski, którego żołnierze wzięli za zabitego. Dopiero po kilku dniach Niemcy pozwolili rodzinom na ekshumację i przeniesienie zwłok na cmentarze na Okęciu i w Raszynie.